# Пунцагийн Жасрай
Пунцагийн Жасрай (монг. Пунцагийн Жасрай; 26 ноября 1933 — 25 октября 2007 года), — монгольский политический и государственный деятель, премьер-министр Монголии с 21 июля 1992 до 19 июля 1996 года.

## Биография
Родился Жасрай в сомоне Бугат аймака Говь-Алтай в юго-западной части Монголии. В 1950 году окончил среднюю школу в Тонхиле.
Затем с 1950 по 1956 год работал инспектором управления народного образования. В 1951 вступил в ряды Монгольской народно-революционной партии (МНРП).
Был направлен на учебу в СССР. В 1961 году окончил Московскую Высшую школу экономики по специальности «экономика сельского хозяйства» (ныне МЭСИ).
С 1970 по 1975 год занимал пост председателя Государственного комитета по ценам МНР.
С 1973 по 1986 четырежды избирался депутатом Великого Народного Хурала.
В 1976—1978 — заведующий планово-финансового отдела ЦК Монгольской народно-революционной партии. В 1978 году стал первым заместителем председателя Госплана, а в 1984 году был назначен заместителем Председателя Совета Министров МНР.
В 1984—1988 — первый заместитель председателя Совета Министров, председатель государственной плановой комиссии. Кандидат в члены Политбюро ЦК МНРП (1989).
В середине 1980-х стал одним из первых сторонников проведения рыночных реформ в Монголии.
С распадом коммунистической системы в Монголии в 1990 году подал в отставку со всех государственных и партийных постов и был избран президентом Ассоциации монгольских кооперативов.
Почётный доктор Московского государственного университета экономики, статистики и информатики.

## Награды
- Орден Дружбы (13 декабря 2001 года, Россия) — за большой вклад в развитие дружбы и сотрудничества между Российской Федерацией и Монголией[2].